# فنتازيا التلفزيون
فنتازيا تلفزيونية أو الخيال في التلفزيون (بالإنجليزية: Fantasy television)‏ هي نوع من البرامج التلفزيونية التي تتميز بعناصر رائعة وغالبا ما تتضمن السحر أو القوة الخارقة أو عوالم الخيال الغريبة، وغالبا ما تكون فنتازيا التلفزيون موجودة في حكايات من الأساطير أو الفلكلور أو مقتبسة من قصص الخيال في وسائل أخرى. حدود فنتازيا التلفزيون كثيرا ما تتداخل مع الخيال العلمي والرعب ولكن أيضًا مع الخيال الواقعي، غالبا ما تتميز قصص الأطفال أو الرسوم المتحركة بوجود فنتازيا التلفزيون لما تحتويه من عناصر غريبة مثل السحر والقوة الخارقة وغيرها من الأمور.